# دي جاي كينيدي
دي جاي كينيدي (بالإنجليزية: D. J. Kennedy)‏ مواليد 5 نوفمبر 1989 في بيتسبرغ، هو لاعب كرة سلة محترف أمريكي بدأ مسيرته الاحترافية في سنة 2011 ويحمل الرقم 9. يبلغ طوله 6 قدم 6 بوصة (2.0 م).

## فرق لعب لها
- كليفلاند كافالييرز
- بي سي إم جرافيلين
- كرانسي أوكتيابر
- نيكار ريزن لودفيغسبورغ
- ينسي كراسنويارسك

## إحصائيات المسيرة

### الموسم الاعتيادي
| السنة   | الفريق             | لعب | بدأ | دقيقة | ميداني% | ثلاثية | حرة  | ارتداد | صنع | استلاب | تصدي | نقطة |
| ------- | ------------------ | --- | --- | ----- | ------- | ------ | ---- | ------ | --- | ------ | ---- | ---- |
| 2011–12 | كليفلاند كافالييرز | 2   | 0   | 29.5  | .417    | .500   | .000 | 3.5    | 1.5 | 1.0    | .0   | 6.0  |
| المسيرة |                    | 2   | 0   | 29.5  | .417    | .500   | .000 | 3.5    | 1.5 | 1.0    | .0   | 6.0  |

## روابط خارجية
- دي جاي كينيدي على موقع الدوري الأوروبي لكرة السلة (الإنجليزية)
- دي جاي كينيدي على موقع إن بي أي (الإنجليزية)
- دي جاي كينيدي على موقع سبورتس رفرنس (الإنجليزية)
- دي جاي كينيدي على موقع كرة السلة الأوروبية.كوم (الإنجليزية)
- دي جاي كينيدي على موقع كلية كرة السلة في سبورتس رفرنس.كوم (الإنجليزية)
- دي جاي كينيدي على موقع ريلجم (الإنجليزية)
- دي جاي كينيدي على موقع بروبوليرز (الإنجليزية)
- دي جاي كينيدي على موقع سبورتس رفرنس (الإنجليزية)
- دي جاي كينيدي على موقع سبورتس رفرنس (الإنجليزية)